# Evropská silnice E33
Evropská silnice E33 je evropskou silnicí 1. třídy. Začíná v italské Parmě a končí také v Itálii, v La Spezii. Celá trasa měří 124 kilometrů. Zajímavostí je, že E33 není na cedulích nikde označena. Celý úsek oficiální E33 je značen jako E31, přestože se o E31 nejedná.

## Trasa
- Itálie
  - Parma – La Spezia

## Galerie

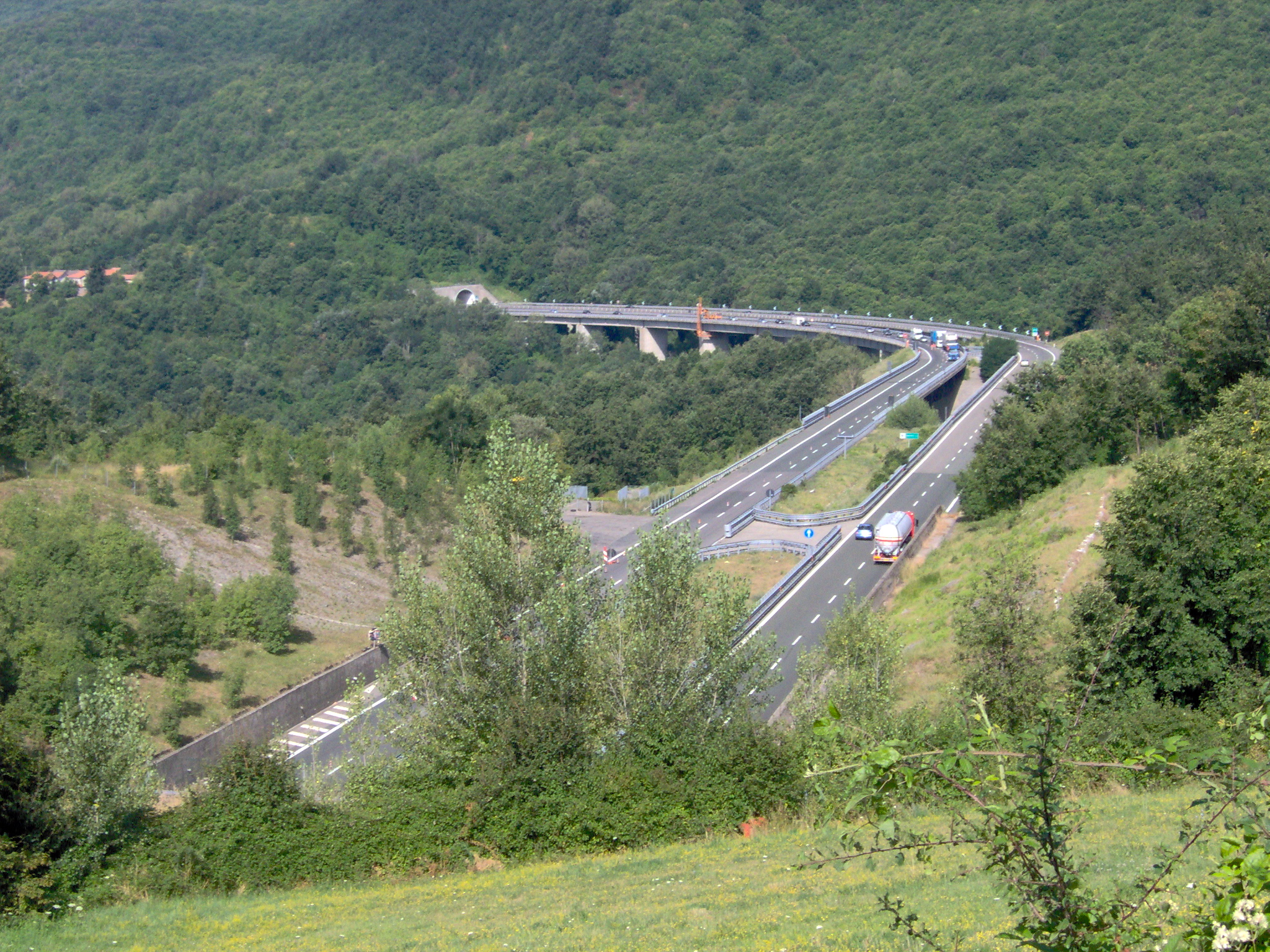
E33 jako italská dálnice A15
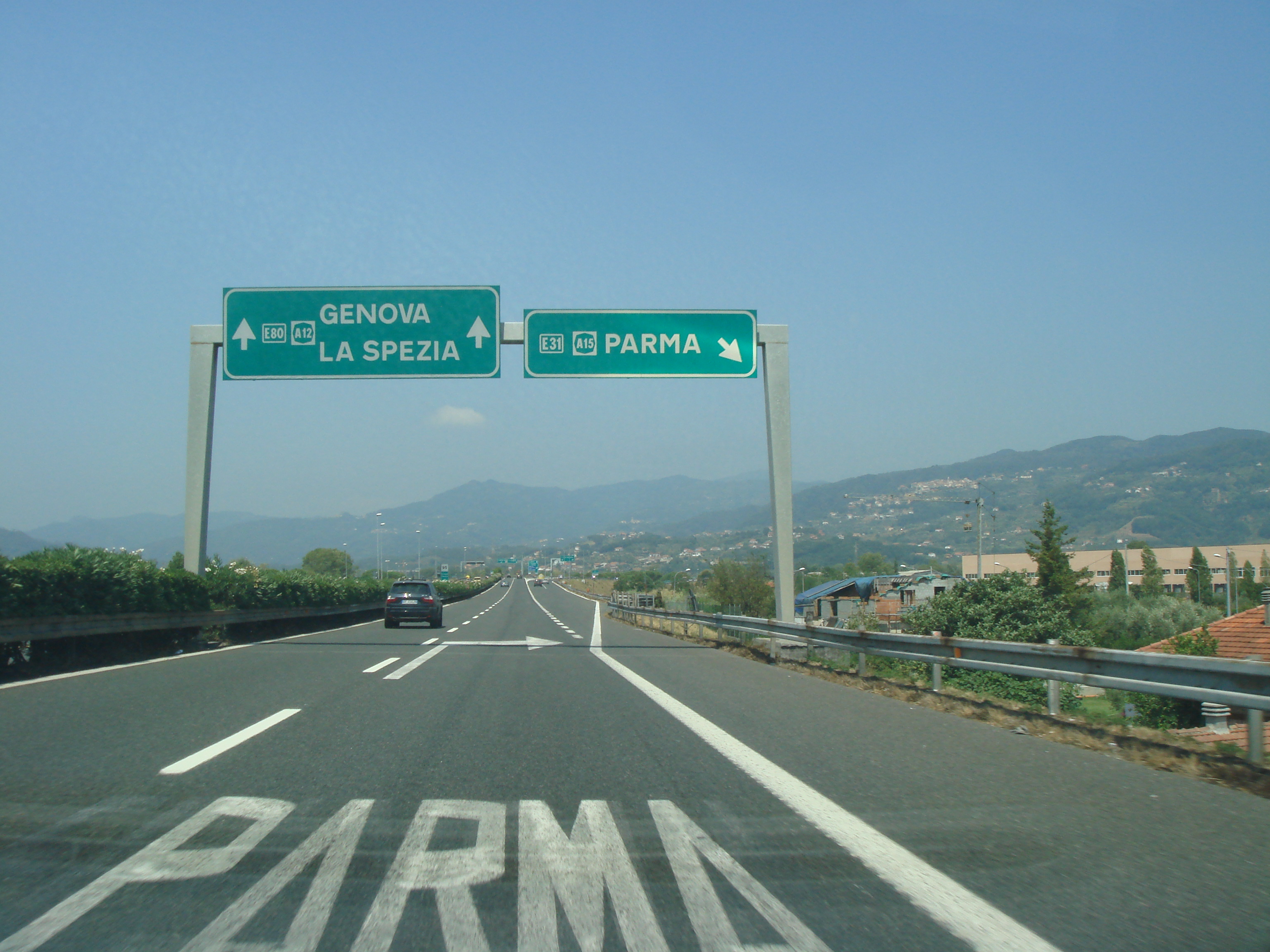
E33